# Der Tod des Sardanapal
Der Tod des Sardanapal ist ein Gemälde des französischen Malers Eugène Delacroix. Das 3,95 × 4,95 Meter große Gemälde hängt heute im Louvre in Paris.

## Hintergrund
Delacroix hatte das Bild für die Ausstellung 1827/28 im Pariser Salon gemalt. Er wollte mit diesem Bild bewusst provozieren, aber er war damit zu weit gegangen. Die Empörung der Öffentlichkeit war so groß, dass Delacroix, der Liebling des Pariser Salons, nach eigenen Angaben jahrelang keine Käufer für seine Werke fand. Erst mit dem Gemälde Die Freiheit führt das Volk gewann er die Gunst seines Publikums langsam wieder zurück.
Delacroix’ Vorliebe für orientalische Motive spiegelt sich auch in diesem Werk wider: Die Geschichte beruht auf der griechischen Sage um den (nicht historischen) assyrischen König Sardanapal, der seine Stadt gegen einen übermächtigen Feind verteidigte. Doch als der Fluss Euphrat über die Ufer trat und die Stadtmauer zerstörte, ließ Sardanapal in seinem Palast einen riesigen Scheiterhaufen errichten, brachte seine Reichtümer in einen freigelassenen Raum, schloss sich dort mit seinen Dienern und Konkubinen ein und überantwortete alles den Flammen.
Die Sage geht vermutlich auf den Konflikt zwischen dem assyrischen König Assurbanipal und seinem Bruder Šamaš-šuma-ukin, dem König von Babylon zurück.

## Das Gemälde
Delacroix hält auf dem Gemälde den letzten Augenblick im Leben des Königs Sardanapal fest: Auf einem breiten Bett ruhend, um sich herum Kostbarkeiten und Tand angehäuft, betrachtet Sardanapal mit Gleichmut, wie in dem Zimmer alles Leben ausgelöscht wird. Diener ermorden seine nackten Konkubinen, ein Mundschenk steht an seiner Seite, er hält ein Tablett mit einer Karaffe, in der sich Gift befindet. Im Hintergrund züngeln bereits die ersten Flammen. Seinem Araberpferd, geschmückt wie eine Frau mit Perlen und Zöpfen wird von einem Diener ein Messer in die Brust gestoßen.
„Der Tod des Sardanapal“ bringt Delacroix' romantische Bestrebungen wohl am radikalsten zum Ausdruck. Die Ästhetik des dramatischen Geschehens scheint wichtiger als das eigentliche Grauen, die strahlenden Farben, die Exotik und die rhythmischen Haltungen treten in den Vordergrund. Der intensive Schaffensprozess wird durch die Malweise zum Ausdruck gebracht und führt durch seine durchaus auch gewollte Künstlichkeit gleichzeitig zu einer gewissen Distanz. Delacroix nimmt hier die Rolle eines Verbindungsgliedes zwischen dem Ästhetizismus des Klassizismus und der Romantik sowie der Modernität ein. Die auf diesem Salon als neu betitelte, jedoch in sich sehr heterogene Schule der Romantiker bildete eine generelle Opposition zur dogmatischen „Klassik“. Ihnen gemeinsam war die Suche nach Freiheit, das Idol des Genies und Dandys sowie die Darstellung des Besonderen, des Individuums, des Temperaments oder allgemein des flüchtigen Augenblicks. Der „Sardanapal“ seinerseits wirkte überschwänglich, ekstatisch und obszön und sollte Märchenhaftigkeit, Sinnlichkeit und Tyrannei vereinen. In all diesem reflektiert Delacroix das romantische Künstlertum, aber sozusagen im Extremzustand, verkörpert durch Sardanapal selbst im Moment dessen Untergangs. Er zeigt uns einen scheiternden, autonomen Despoten in seiner eigenen Welt, umgeben von schönen Konkubinen und prächtigen Farben, jedoch einsam und allein während seines selbst herangeführten Untergangs, ganz ähnlich wie Delacroix auch die Autonomie des romantischen Künstlers reflektiert, und zwar mit dem Preis der absoluten Einsamkeit in dessen künstlerischen Autonomie.
Das Bild stieß beim zeitgenössischen Publikum auf Ablehnung und ein Unverständnis, das sich bis heute fortzusetzen scheint und sogar Delacroix selbst lange beschäftigte. Der nach antiker, hellenistischer als auch nach zeitgenössischer französischer, restaurativ-bürgerlicher Sichtweise sehr negativ behaftete König Sardanapal ließ sich jedoch leicht zu einer geradezu heldenhaften Figur der Romantik transformieren. Delacroix schuf mit seinem „Sardanapal“ Ende 1827 ein bewusst provozierendes Gemälde, das viele Merkmale der französischen Romantik aufweisen sollte: den zügellosen Übermenschen als Helden, die Kombination von Erotik und Tod, den Orient als Dekor, große Bewegung statt ruhig-ausgewogenem Bildaufbau, Dominanz der Farbe über die Linie. Auch die romantische Idee des Erhabenen scheint durch. Seine Darstellung war in ihrer Gesamtheit auch geradezu typisch für die spätere Richtung der sogenannten schwarzen Romantik.
Dieser „asiatische Gewaltstreich“ (Delacroix) war voyeuristisch angelegt. Die Frauen sind der Besitz eines Mannes, der über ihr Leben und Verderben entscheidet. Sie sind sein erotisches Spielzeug, Objekte seiner Schaulust – und die des Publikums. Die damalige Öffentlichkeit konnte der Melange von Erotik und Tod nichts abgewinnen. Delacroix transferierte in Tod des Sardanapal erstmals so auch das Private in den Öffentlichen Raum, er zeigte den Tod Sardanapals in seinem privaten Gemach auf und verschob so „die entscheidende Schlacht ins Schlafzimmer des perversen Lüstlings [Sardanapals]“.
Erst 1846 fand Delacroix für dieses Bild einen Abnehmer aus England. 1921 wurde es von Frankreich für den Louvre aufgekauft und hängt dort heute nicht weit vom Gemälde Die Freiheit führt das Volk.
Kurz vor dem Verkauf nach England hat Delacroix eine kleinformatige Replik seines Gemäldes angefertigt.